# Osoblaha
Osoblaha (německy Hotzenplotz, polsky Osobłoga) je obec ležící v Moravskoslezském kraji, okrese Bruntál na říčce Osoblaha nedaleko hranic s Polskem v Osoblažském výběžku. Žije zde přibližně 1 000 obyvatel. V Osoblaze se nachází konečná stanice úzkorozchodné železniční trati vedoucí z Třemešné. Osoblaha je sídlem svazku obcí Mikroregion – Sdružení obcí Osoblažska a místní akční skupiny Rozvoj Krnovska.

## Název
Jméno sídla se odvozuje od jména říčky Osoblahy doloženého asi o století dříve (v nejstarším dokladu Uzablace) než jména města. U německého jména Hotzenplotz není jasné, jak bylo z českého Osoblaha odvozeno a zda vůbec z něj.
- Česky Osoblaha( od1407), Osoblava (1771), Osoblahy (1847), německy Hoczenplocz (1390), Hotzenplotz (1677-1945), Hotzenblotz (1685), latinsky Hocenploc, Hotzenplocz (1252-1413), Ossoblavia (1655-1846), jidiš Hotz'plotz, polsky Osobłoga (dříve Osobłaga).
- Česky Tošovice, německy Taschenberg.
- Česky Židovská Čtvrt, německy Judenviertel.
- Česky Studnice (1880 Jizbičko, 1921 Štundorf), německy Stubendorf, polsky Studnica (1880 Izbećka)[6][7]

## Historie

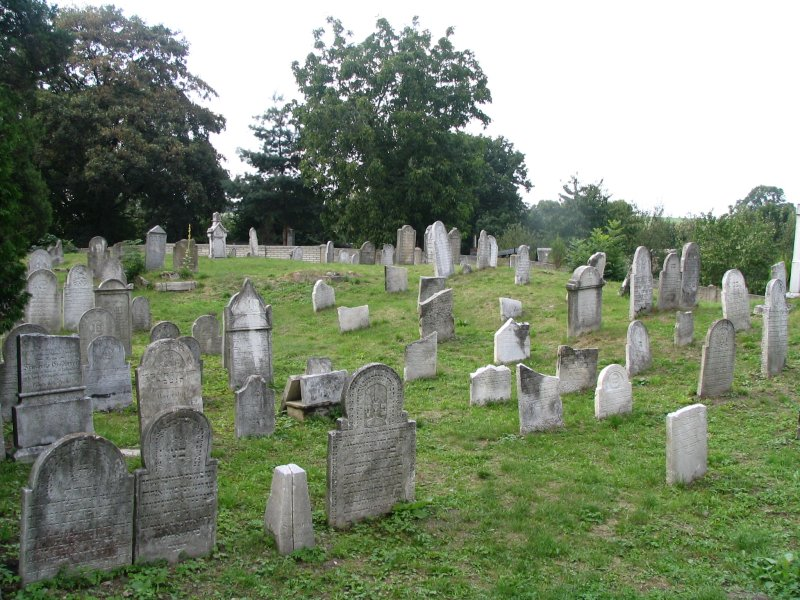
Židovský hřbitov v Osoblaze

Dle jedné z pověstí mohla být v místě dnešní Osoblahy založena osada Ossaplavia již v 11. století. První písemná zmínka o obci pochází z roku 1233. V roce 1241 vpadli na Moravu a do Slezska Tataři a Mongolové a zpustošili Osoblahu a okolních vesnice. Poté začal olomoucký biskup Bruno ze Schaumburku s obnovou těchto oblastí. Osoblaha byla nově kolonizována kolonisty z německých oblastí Durynska, Frank, Hesenska a Saska. Osoblaha získala městská práva v roce 1251. Osoblažsko bylo majetkem olomouckých biskupů a náleželo k tzv. Moravským enklávám ve Slezsku. V roce 1334 se zde na předměstí usídlují židé.
V roce 1850 byla oblast Osoblažska přičleněna soudně a politicky ke slezským úřadům v Opavě, Osoblaha náležela k politickému okresu Krnov a stala se soudním okresem. Do roku 1939 zde bylo provozováno 5 mlýnů, pivovar, cukrovar, sirkárna, tiskárna, cihelna a jiné výrobní závody. Do roku 1945 si město zachovalo téměř neporušené historické jádro.
Na konci druhé světové války bylo město z 90 % zničeno. Po válečné zkáze následovalo vyhnání sudetskoněmeckého obyvatelstva a neúplné dosídlení českými dosídlenci, kteří v rámci odstraňování trosek často zbořili i domy, které by byly jinak opravitelné. V roce 1962 byly odstřeleny trosky cenného městského kostela. Současná zástavba je proto nyní ve velké většině poválečná. Výjimku tvoří židovský hřbitov, na kterém se zachovalo přes 300 náhrobků, některé až ze 17. století.

## Přírodní poměry
Město Osoblaha sousedí na severovýchodě a východě s gminami Prudník a Horní Hlohov v Polsku, na jihu s Bohušovem, na jihozápadě s Dívčím Hradem a na západě s Hlinkou. Od okresního města Bruntál je vzdáleno 36,5 km a od krajského města Ostrava 64 km. Sousedními obcemi sídla jsou Bohušov, Slezské Pavlovice, Hlinka a Dívčí Hrad.
Geomorfologicky patří Osoblaha k provincii Středoevropská nížina, subprovincii Středopolské nížiny, oblasti Slezská nížina (geomorfologický celek Opavská pahorkatina, podcelek Osoblažská nížina); jen nejzápadnější cíp katastru, v okolí Osoblažského lesa patří k provincii Česká vysočina, subprovincii Krkonošsko-jesenické (Sudetské), oblasti Jesenické (Východosudetské) (geomorfologický celek Zlatohorská vrchovina, podcelek Jindřichovská pahorkatina). Zde také dosahuje území Osoblahy nejvyšších nadmořských výšek (přes 290 m n. m.); jinak je nejvyšším kopcem nad Osoblahou Červenice (285 m n. m.).
Území Osoblahy patří do povodí Odry, resp. řeky Osoblahy, která městem protéká z jihu na sever. Samotné město se nachází na soutoku řeky Osoblahy s Lesným potokem. Severněji, v části Studnice, se do řeky vlévá ze západu říčka Prudník. Do správního území obce zasahuje část přírodní památky Osoblažský výběžek
Území města pokrývá z 80 % zemědělská půda (68 % orná půda, 10 % louky a pastviny), z 10 % les a z 8 % zastavěné a ostatní (např. průmyslové) plochy.

## Obyvatelstvo
Počet obyvatel Osoblahy (včetně Osoblahy-Židovské Obce, Tošovic a Studnice) podle sčítání nebo jiných úředních záznamů:
| Rok            | 1869 | 1880 | 1890 | 1900 | 1910 | 1921 | 1930 | 1950 | 1961 | 1970 | 1980 | 1991 | 2001 | 2011 |
| -------------- | ---- | ---- | ---- | ---- | ---- | ---- | ---- | ---- | ---- | ---- | ---- | ---- | ---- | ---- |
| Počet obyvatel | 3682 | 4012 | 3622 | 3199 | 2853 | 2664 | 2383 | 563  | 770  | 821  | 828  | 1127 | 1153 | 1107 |

1. ↑  z toho: Osoblaha 1940, Židovská Čtvrť 274, Tošovice 23, Studnice 146
2. ↑  z toho: 58 Čechoslováků (55 Osoblaha, 3 Studnice) , 2242 Němců (2113 Osoblaha, 126 Studnice); 2337 řím. kat. (2198 Osoblaha, 139 Studnice), 23 evang. (18 Osoblaha, 5 Studnice), 3 čsl. (2 Osoblaha, 1 Studnice), 13 izrael. (Osoblaha), 5 bez vyzn. (4 Osoblaha, 1 Studnice)
3. ↑  z toho: Osoblaha 1107, Studnice 0
4. ↑  z toho: 1 011 Čechů, 27 Moravanů, 5 Slezanů, 73 Slováků, 3 Němci, 6 Poláků; 289 řím. kat., 2 čsl. hus., 9 evang., 16 pravosl., 755 bez vyzn.

V Osoblaze je evidováno 175 adres, vesměs čísla popisná (trvalé objekty). Při sčítání lidu roku 2001 zde bylo napočteno 144 domů (z čehož 1 v místní části Studnice), z toho 128 trvale obydlených.

## Části obce
Osoblaha se nečlení na části, má ale dvě katastrální území:
- Osoblaha
- Studnice u Osoblahy

Tyto samostatné obce byly dříve částmi obce obce Osoblaha: Slezské Pavlovice (od roku 1961 do 23. listopadu 1990), Dívčí Hrad (od 30. dubna 1976 do 23. listopadu 1990) a Hlinka (od 1. ledna 1980 do 23. listopadu 1990).

## Služby
V areálu parku naproti koupališti je kemp s desíti dřevěnými chatkami (celková ubytovací kapacita je 42 lůžek v chatkách) a s prostorem pro 50 stanů a asi pět karavanů. Vedle koupaliště je parkoviště přibližně pro 30 vozidel.

## Doprava
- silnice II/457

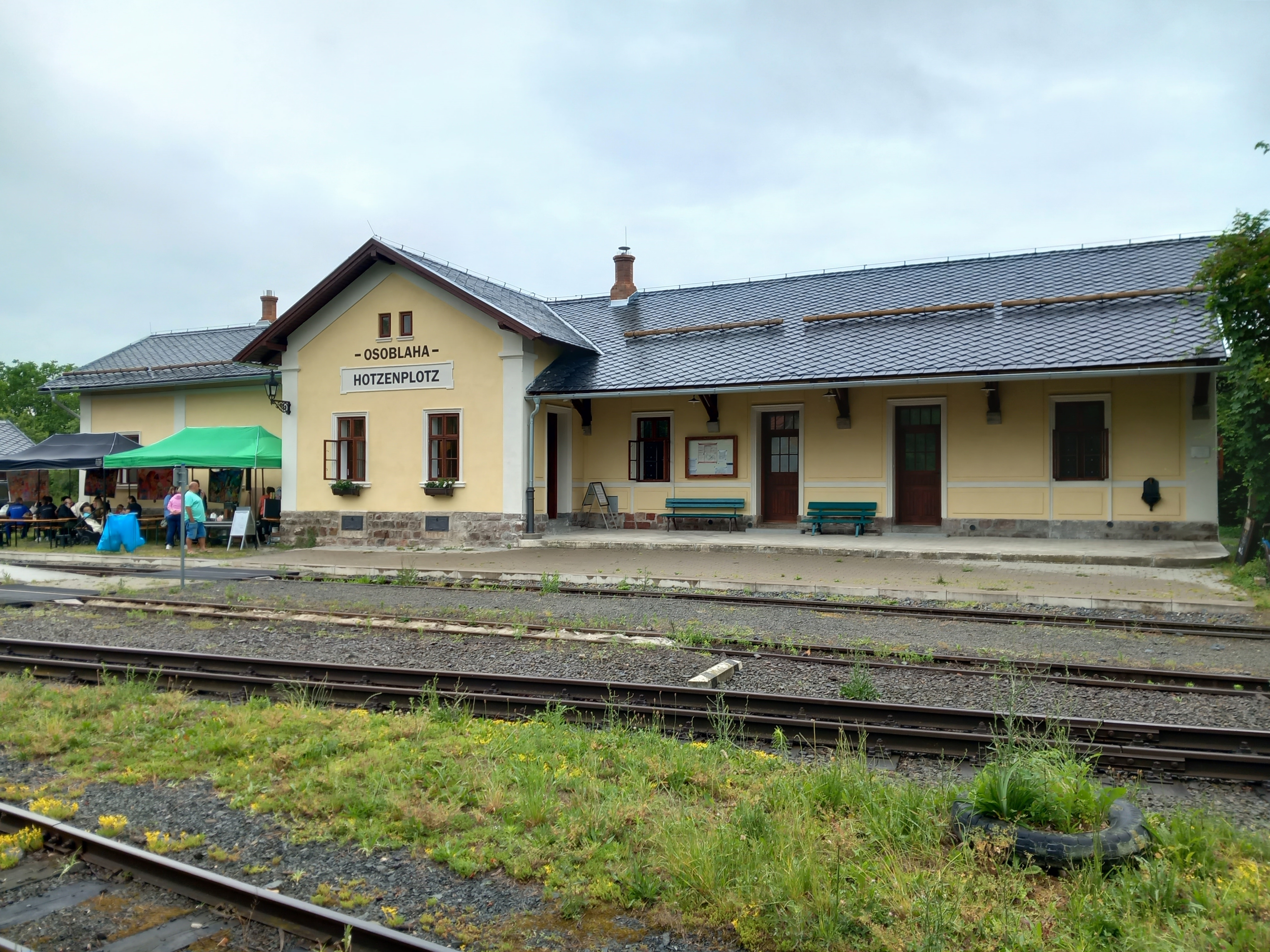
Nádraží v Osoblaze po rekonstrukci

- silniční hraniční přechod Osoblaha–Pomorzowiczki
- úzkorozchodná železniční trať Třemešná ve Slezsku – Osoblaha („Osoblažka“)

## Pamětihodnosti
- Městské opevnění
- Kostel svatého. Mikuláše
- Historická litinová kašna na náměstí Osvobození
- Židovský hřbitov
- Železniční trať Třemešná ve Slezsku – Osoblaha
- výklenková kaple na Pavlovické ulici

## Rodáci
- Franz Xaver Johann Richter (1783–1856), historik a knihovník
- Eduard Richter (1821–1897) lékař, historik
- Berthold Englisch (1851–1897), rakouský šachový mistr
- Oskar Gutwinski[17] (1873–1932), jesenický horal a lyžařský průkopník
- Oswald Hillebrand (1879–1926), politik
- Siegried Gessler (1854–1890), zakladatel a výrobce likéru Praděd v Krnově

## Odraz v kultuře
Německý název obce Hotzenplotz zaujal v dětství budoucího německého spisovatele Otfrieda Preußlera natolik, že podle něj pojmenoval hlavního hrdinu své pohádkové trilogie o loupežníku Hotzenplotzovi (Der Räuber Hotzenplotz, 1962 / Neues vom Räuber Hotzenplotz, 1969 / Hotzenplotz 3, 1973).

## Partnerská města
- Izbicko, Polsko